# Ramon Robres i Lluch
Ramon Robles i Lluch (València, 21 d'octubre de 1914 - Monestir de la Trinitat, València, 10 de març de 2004) és un historiador, arxiver, bibliotecari, prevere, canonge i professor català.
Ordenat de sacerdot el 1942 a la població de Gandia, exercí com a tal a les parròquies d'Espadella, Argeleta, Toga, Torre-xiva, Vallat i Vilafermosa del Riu. Des de l'any 1947 residí a Roma, on obtingué els títols de doctor en història eclesiàstica per la Pontifícia Universitat Gregoriana, i de paleògraf, arxiver i diplomatista. A partir de l'any 1950, exercí de professor de l'assignatura d'història eclesiàstica al Seminari Metropolità de València, i també de patrologia, paleografia i arxivística. Robres ha estat membre fundador de l'Instituto Español de Estudios Eclesiásticos, amb seu a Roma i col·laborador de la revista Anthologia Annua. L'any 1961 guanyà per oposició la canongia d'arxiver i bibliotecari de la Catedral de València. Catedràtic de la Facultat de Teologia de València, exercí com a canonge arxiver a València, i fou vocal de la 'Junta Nacional del Tesoro Documental y Bibliográfico de la Iglesia Española' en 1971.

## Publicacions
- Una visita al Real Colegio Seminario de Corpus Christi de Valencia (1942)
- Epistolario inédito entre Fray Luis de Granada y el Patriarca Ribera (1947)
- Catálogo artístico ilustrado del Real Colegio y Seminario de Corpus Christi de Valencia, en col·laboració amb el també prevere Vicente Castell Maiques (1951)
- Avance de un estudio crítico sobre el patriarca Ribera (1958)
- Don Juan de Ribera, Patriarca de Antioquía, Arzobispo de Valencia (1958)
- San Juan de Ribera (1960), El comendador Jaime Juan Falcó: ciencia, humanismo y esclavos, 1522-1594 (1971)
- Visto y oído: Don Eladio España un apóstol de la juventud en el Sacramento de la Reconciliación (1894-1972) (1982)
- Sermones: sermones de los tiempos litúrgicos (1987-2001).[2]

També ha col·laborat en diverses revistes especialitzades, com Hispania, el Butlletí de la Societat Castellonenca de Cultura o Anthologica annua.